# شاخه پس‌سری سرخرگ پس‌سری
شاخه پس‌سری سرخرگ پس‌سری (انگلیسی: Occipital branches of occipital artery) شاخه پایانی و انتهایی سرخرگ پس‌سری است که نواحی پشت سر را تغذیه می‌کند.